# Morti nel 1321
| Questa pagina contiene informazioni ricavate automaticamente dalle voci biografiche con l'ausilio del template Bio e di un bot. L'aggiornamento è periodico e automatico e ricostruisce completamente la pagina. Se manca una persona in questa lista, sei pregato di non aggiungerla, ma accertati piuttosto che la sua voce biografica contenga il template Bio e che i dati anagrafici siano correttamente compilati. Se il template Bio manca, inseriscilo tu stesso o, in alternativa, metti l'avviso {{tmp\|Bio}} che ne segnala la mancanza. Se i dati riportati sono sbagliati, correggi direttamente la voce biografica; le modifiche saranno visibili in questa lista entro pochi giorni. Per chiarimenti vedi il progetto biografie. La lista contiene solo le 29 persone che sono citate nell'enciclopedia e per le quali è stato implementato correttamente il template Bio. Pagina aggiornata al 2 ago 2025. |

- 12 gennaio - Maria di Brabante, regina (n. 1254)
- 13 gennaio - Bonacossa Borri, sovrana italiana (n. 1254)
- 1º aprile - Niccolò Alberti, cardinale e vescovo cattolico italiano
- 9 aprile - Tommaso da Tolentino, francescano e beato italiano
- 19 aprile - Gerasimo I di Costantinopoli, arcivescovo ortodosso bizantino
- 20 aprile - William de Soules, nobile scozzese
- 2 maggio - Manfredo di Collalto, vescovo cattolico italiano
- 22 maggio - Mahmud Shah I di Kedah, sovrano malese
- 31 maggio - Birger di Svezia, re svedese (n. 1280)
- 1º luglio - Maria di Molina, regina (n. 1264)
- 18 luglio - Antonio d'Orso, vescovo cattolico italiano
- 31 luglio - Ibn al-Banna al-Marrakushi, matematico e astronomo arabo (n. 1256)
- 3 agosto - Rinaldo da Concorezzo, arcivescovo cattolico italiano (n. 1250)
- 29 ottobre - Stefano Uroš II Milutin, sovrano serbo (n. 1253)
- 3 novembre - Guillaume de Mandagout, cardinale francese
- 27 novembre - Francesco I Pico, condottiero e politico italiano
- 29 novembre - Giacomo II Cavalcabò, politico italiano
- 30 novembre - Pietro Pascal e Catalano Fabri, religioso francese
- 1º dicembre - Alberto Gonzaga, vescovo cattolico italiano
- Dante Alighieri, poeta, scrittore e politico italiano (n. 1265)
- Manfredi I Chiaramonte, nobile, politico e militare italiano
- Geremia da Montagnone, umanista italiano
- Giovanni di Bonandrea, scrittore italiano
- Ma Zhiyuan, poeta e drammaturgo cinese
- Mariano III di Arborea, sovrano
- Prendiparte Pico, condottiero italiano
- Nallo Trinci, nobile italiano
- Beatrice da Correggio, nobile italiana (n. 1286)
- Raimondo II di Baux, conte francese (n. 1264)